# Liste der Biografien/Loz
Liste der Biografien |
Portal Biografien |
Personensuche
# |
A |
B |
C |
D |
E |
F |
G |
H |
I |
J |
K |
L |
M |
N |
O |
P |
Q |
R |
S |
T |
U |
V |
W |
X |
Y |
Z |
?
 
La |
Lb |
Lc |
Le |
Lg |
Lh |
Li |
Lj |
Ll |
Lm |
Lo |
Lp |
Lt |
Lu |
Lv |
Lw |
Lx |
Ly |
Lz
 
Loa |
Lob |
Loc |
Lod |
Loe |
Lof |
Log |
Loh |
Loi |
Loj |
Lok |
Lol |
Lom |
Lon |
Loo |
Lop |
Loq |
Lor |
Los |
Lot |
Lou |
Lov |
Low |
Loy |
Loz
Die Liste der Biografien führt alle Personen auf, die in der deutschsprachigen Wikipedia einen Artikel haben. Dieses ist eine Teilliste mit 70 Einträgen von Personen, deren Namen mit den Buchstaben „Loz“ beginnt.

## Loz

### Loza
- Loza, Edith (* 1978), ecuadorianische Badmintonspielerin kubanischer Herkunft
- Loza, Rafael (* 1994), ecuadorianischer Langstreckenläufer
- Loza, Steven (* 1952), US-amerikanischer Musikethnologe und Hochschullehrer
- Lozada, Alí, ecuadorianischer Jurist
- Lozada, Jay, puerto-ricanischer Salsamusiker
- Lozakovich, Daniel (* 2002), schwedischer Geiger
- Lozán, José L. (* 1947), peruanischer wissenschaftlicher Autor
- Lozanes, Maloy (* 1976), spanische philippinische Sängerin, Performerin, Entertainerin, Recording Artist und Komponistin
- Lozano Barragán, Javier (1933–2022), mexikanischer Geistlicher und Kurienkardinal
- Lozano Borgoni, Francisco (1932–2008), mexikanischer Radrennfahrer
- Lozano Chavira, Javier (* 1971), mexikanischer Fußballspieler
- Lozano Díaz, Julio (1885–1957), Präsident von Honduras
- Lozano Garbala, David (* 1974), spanischer Schriftsteller und Anwalt
- Lozano Rodríguez, Agustín, mexikanischer Fußballspieler
- Lozano Sebastián, Francisco-Javier (* 1943), spanischer katholischer Erzbischof und Diplomat
- Lozano Tovar, Carlos Eduardo (* 1930), kolumbianischer Diplomat
- Lozano Zafra, Jorge Enrique (* 1938), kolumbianischer Geistlicher, emeritierter Bischof von Ocaña
- Lozano, Angélica (* 1975), kolumbianische Politikerin
- Lozano, Armando (* 1984), spanischer Fußballspieler
- Lozano, Brian (* 1994), uruguayischer Fußballspieler
- Lozano, Carlos (* 1950), mexikanischer Politiker
- Lozano, Carolina (* 1996), argentinische Leichtathletin
- Lozano, Demetrio (* 1975), spanischer Handballspieler und Handballtrainer
- Lozano, Diosdado (* 1964), äquatorialguineischer Leichtathlet
- Lozano, Florencia (* 1969), US-amerikanische Schauspielerin
- Lozano, Frank (* 1960), kanadischer Jazzmusiker (Saxophon)
- Lozano, Guillermina, US-amerikanische Genetikerin
- Lozano, Harold (* 1972), kolumbianischer Fußballspieler
- Lozano, Hirving (* 1995), mexikanischer FußballspielerHirving Lozano (* 1995)

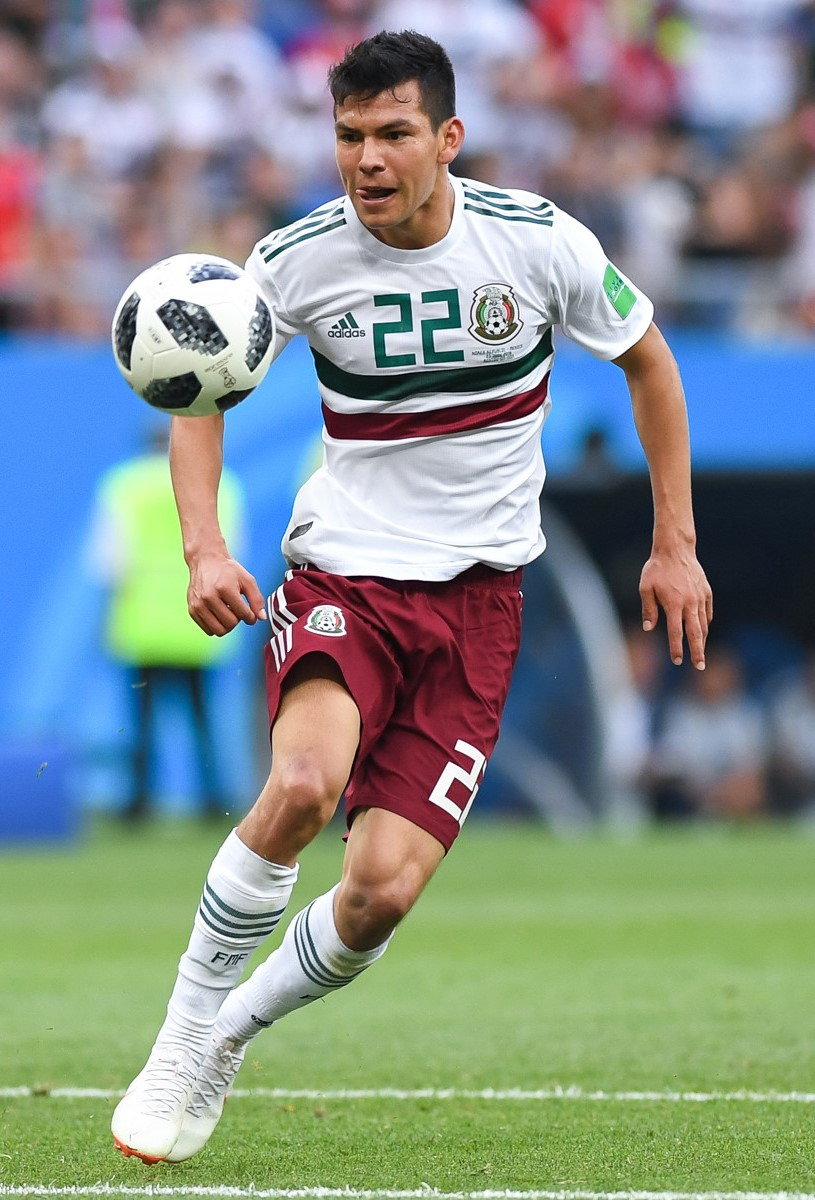
Hirving Lozano (* 1995)

- Lozano, Jaime (* 1978), mexikanischer Fußballspieler
- Lozano, Jorge (* 1963), mexikanischer Tennisspieler
- Lozano, Jorge Eduardo (* 1955), argentinischer Geistlicher, römisch-katholischer Erzbischof von San Juan de Cuyo
- Lozano, Jorge Tadeo (1771–1816), neugranadischer Wissenschaftler, Journalist und Politiker
- Lozano, Lee (1930–1999), US-amerikanische Künstlerin
- Lozano, Margarita (1931–2022), spanische Schauspielerin
- Lozano, Miguel Ángel (* 1978), spanischer Fußballspieler
- Lozano, Mónica (* 1956), US-amerikanische Managerin und Herausgeberin von La Opinión
- Lozano, Oriol (* 1981), spanischer Fußballspieler
- Lozano, Rafael (* 1970), spanischer Boxer
- Lozano, Rafael (* 2004), spanischer Boxer
- Lozano, Raúl (* 1956), argentinischer Volleyballtrainer und ehemaliger Bundestrainer der deutschen Volleyballnationalmannschaft der Männer
- Lozano, Ray (* 1989), deutsch-philippinische Singer-Songwriterin
- Lozano, Tomás (1912–1982), mexikanischer Fußballspieler
- Lozano, Wintilo (1919–2009), US-amerikanisch-mexikanischer Fußballspieler
- Lozanoski, Vlatko (* 1985), nordmazedonischer Pop- und Rocksänger

### Loze
- Loze, Eduards (* 1977), lettischer Badmintonspieler
- Lozeau, Albert (1878–1924), kanadischer Lyriker
- Lozeau, Danielle (* 1987), US-amerikanische Schauspielerin, Model und Fotografin
- Lozek, Gerhard (1923–2008), deutscher Historiker
- Lozeleur de Villiers, Peter (1530–1590), Hofprediger und Geheimrat des Prinzen Wilhelm I. von Oranien
- Lozen († 1889), Kriegerin der Chi-hen-ne-Bedonkohe-ApachenLozen († 1889)

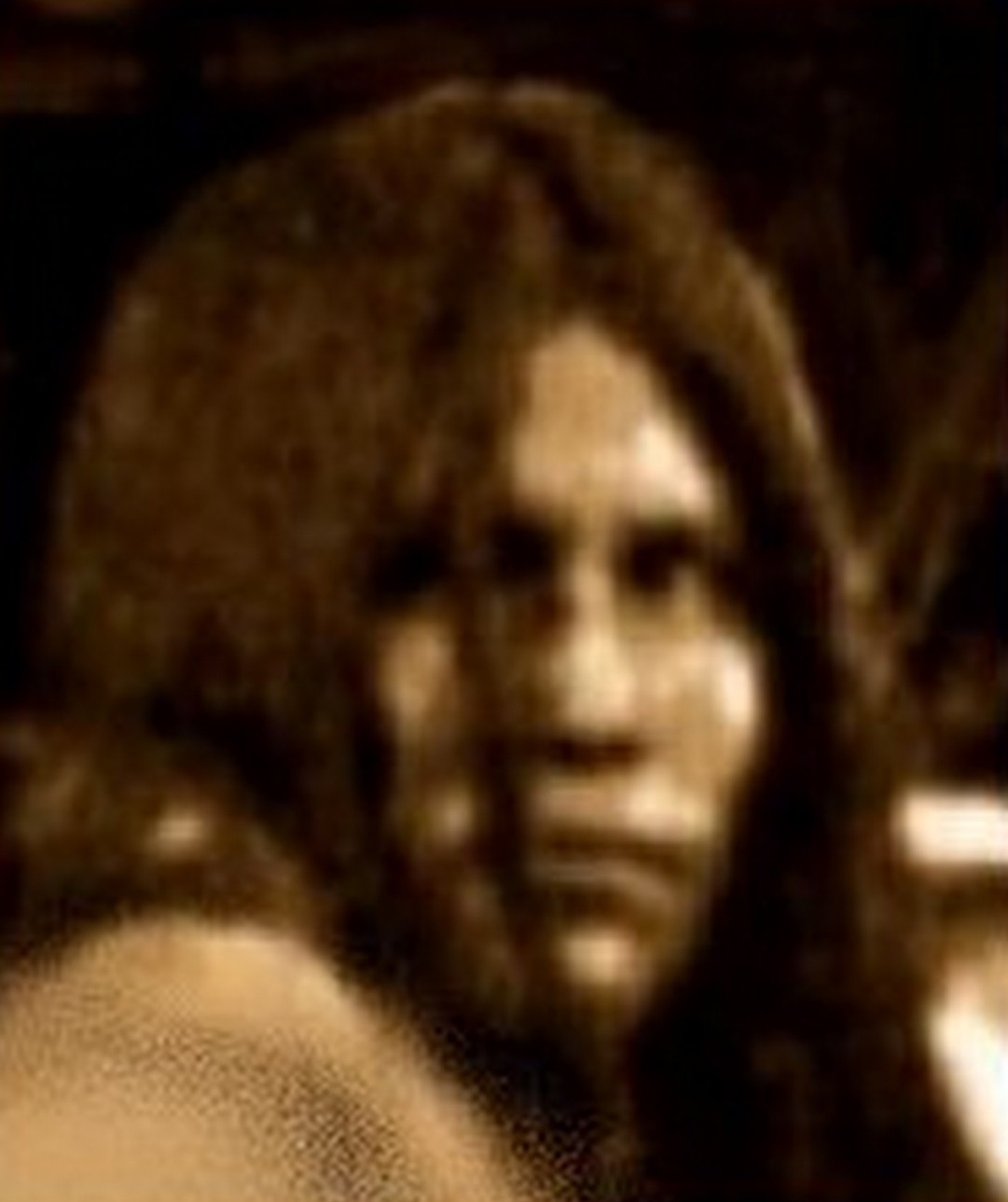
Lozen († 1889)

- Lozeron, Jaqueline (1910–1957), Schweizer Landeshistorikerin

### Lozi
- Lozica, Boško (* 1952), jugoslawischer Wasserballspieler
- Lozier, Ralph F. (1866–1945), US-amerikanischer Politiker
- Lozier, Susan, US-amerikanische Ozeanographin
- Łoziński, Krzysztof (* 1948), polnischer Schriftsteller, Bergsteiger, politischer Aktivist
- Łoziński, Marcel (* 1940), polnischer Filmregisseur und Drehbuchautor
- Łoziński, Mikołaj (* 1980), polnischer Prosaschriftsteller und Fotograf
- Łoziński, Walery (1837–1861), polnischer Schriftsteller

### Lozn
- Loznitsa, Sergei (* 1964), ukrainischer Filmregisseur und Drehbuchautor

### Lozo
- Lozo, Ignaz (* 1963), deutscher Historiker, Buch- und FilmautorIgnaz Lozo (* 1963)

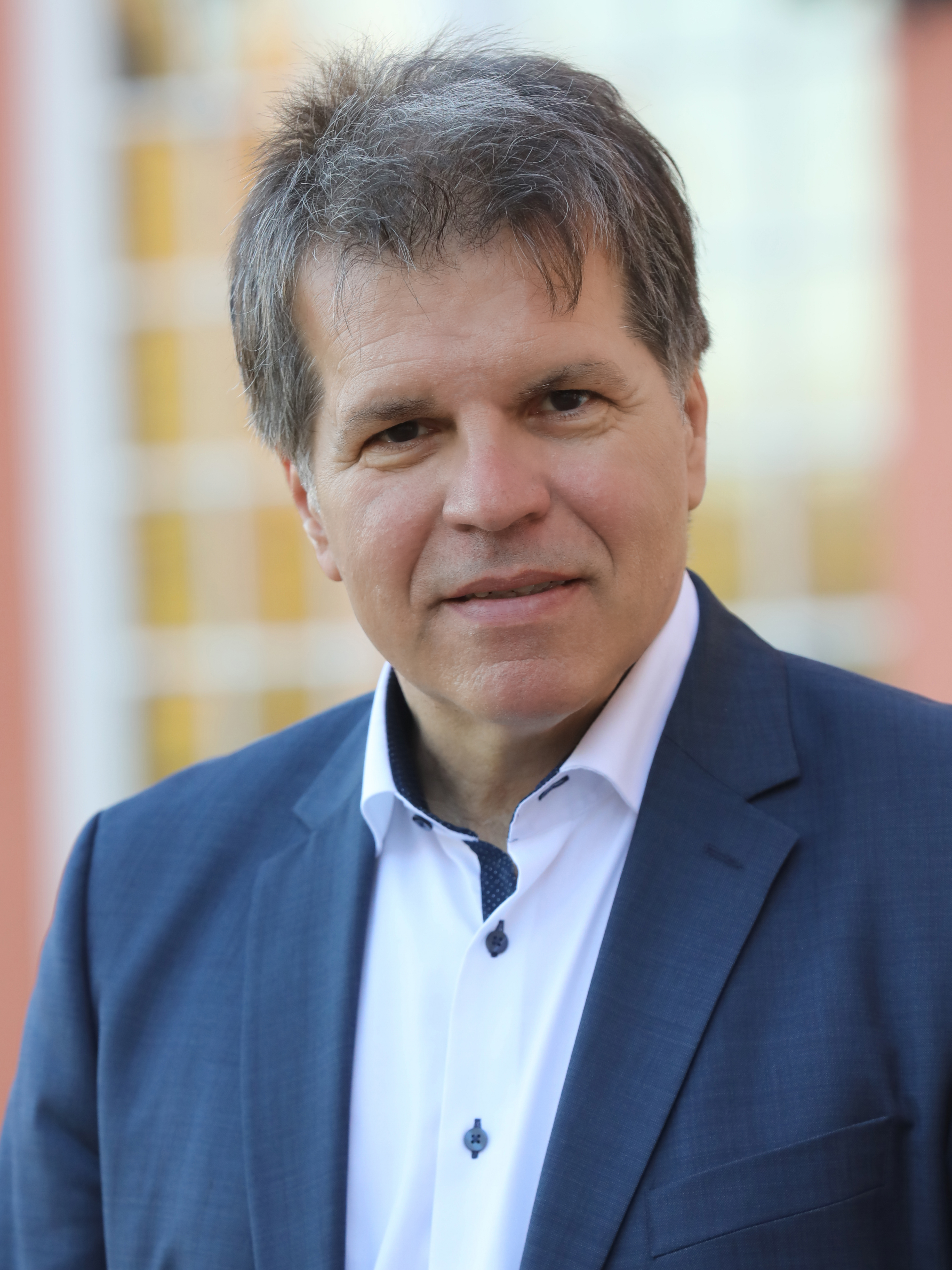
Ignaz Lozo (* 1963)

- Lozowick, Louis (1892–1973), ukrainisch-amerikanischer Maler, Zeichner, Lithograf und Autor
- Lozowick, Yaacov (* 1957), israelischer Historiker
- Łozowska, Karolina (* 1999), polnische Leichtathletin
- Lozoya Austin, Emilio (* 1975), mexikanischer Volkswirt und Politiker
- Lozoya Solís, Jesús (1910–1983), mexikanischer Militärarzt und Politiker
- Lozoya Thalmann, Emilio (* 1948), mexikanischer Volkswirt und Politiker (PRI)

### Lozu
- Lozuraitis, Albinas (* 1934), litauischer Politiker, Mitglied des Seimas

### Lozz
- Lozza, Alexander (1880–1953), Schweizer Schriftsteller
- Lozzi, Edmondo (1916–1990), italienischer Filmeditor